# Ingapirca
Ingapirca (navnet er fra quechua og betyder 'inkamur') er et ruinområde med forskellige bygninger fra slutningena af 1400-tallet i Cañarprovinsen i Ecuador. Området ligger ca. i 3200 meters højde.
Ingapirca menes at være anlagt af inkakongen Huayna Capac som byggede det ved en af hovedvejene i inkariget mellem Cuzco og Quito. Området består bl.a. et soltempel, huse og lagerbygninger.
Det meste af området blev meget ødelagt under kolonitiden, men er dog en af Ecuadors vigtigste ruinbyer fra inkariget.